# 亀井高孝
亀井 高孝（かめい たかよし、1886年6月8日 - 1977年10月4日）は、日本の西洋史学者。

## 経歴
1886年、旧伊賀旧名張藩主家（藤堂氏）出身の藤堂高矩の二男として、父の赴任地山形県で生まれる。父の没後、亀井家の養子となった。
東京府立第一中学校、第一高等学校を経て、1909年東京帝国大学文科大学西洋史学科卒業。大学院に進学した後、1912年から東京府立第一中学校教諭、1920年から水戸高等学校教授、1923年から一高教授となり、1941年には同教頭。1944年に退官。
戦後、1949年に清泉女子大学文学部教授となり、1961年に退職。1965年、中村喜和らと共にソビエト連邦を訪問し、大黒屋光太夫に関する事績を1か月間調査。1977年に死去

## 栄典
- 1943年（昭和18年）10月15日 - 正四位[3]

## 家族・親族
- 実父：藤堂高矩は陸軍軍人[4]。
- 長男：亀井孝は国語学者。
- 三女：阪田雪子は日本語教育学研究者。

## 著作

### 著書
- 『参考西洋歴史』博文館 1920
- 『最新女子西洋史』興文社 1936
- 『西洋史叢説』幹林図版 1947
- 『東ローマ帝国史』生活社 1948
- 『概説・西洋歴史』大八洲出版、1948-49
- 『ローマの歴史』高畠華宵絵、広島図書(銀の鈴文庫) 1950
- 『西洋史概要』勁草書房 1951
- 『西洋史夜話』吉川弘文館 1953
- 『大黒屋光太夫』吉川弘文館(人物叢書) 1964
  - 新版
- 『光太夫の悲恋：大黒屋光太夫の研究』吉川弘文館 1967
- 『葦蘆葉の屑篭』時事通信社 1969

### 共著
- 『岩波西洋人名辞典』野上豊一郎・石原純共編、岩波書店 1932
- 『概説西洋歴史』林健太郎共著、大八洲出版 1948
  - 再版 吉川弘文館
- 『世界歴史対照年表』三上次男・児玉幸多共編、吉川弘文館 1950
- 『世界歴史地図』三上次男共編、吉川弘文館 1950
- 『定本世界史地図』三上次男共編、吉川弘文館 1954
- 『標準世界史地図』三上次男・堀米庸三共編、吉川弘文館　1955
- 『標準世界史年表』三上次男共編 吉川弘文館 1962[5]
- 『魯西亜弁語』村山七郎・中村喜和共編著、近藤出版 1972
- 『世界史年表・地図』三上次男・林健太郎・堀米庸三共編、吉川弘文館　1995

### 校訂
- 『天草本平家物語』岩波書店 1927
  - 改題再版『ハビヤン抄キリシタン版平家物語』阪田雪子と翻字、吉川弘文館 1966
- 『北槎聞略』桂川甫周著、編、三秀舎 1937
- 改訂版　村山七郎共編、吉川弘文館 1965
- 文庫化改題『北槎聞略：大黒屋光太夫ロシア漂流記』校訂 岩波文庫 1990